# Johan Björk
Johan Björk, född 28 augusti 1984 i Malmö, är en svensk ishockeyspelare som sist spelade för IK Pantern i Hockeytrean.
Han har tidigare spelat i Mörrums GoIS IK, Malmö Redhawks och i HV71.
2002 blev han draftad av NHL-laget Ottawa Senators i fjärde rundan, som nummer 125 totalt.

## Meriter
- J20 SuperElit, 2:a plats med Malmö 2002
- J20 SuperElit, 2:a plats med Malmö 2004
- Var med och tog Malmö Redhawks till Elitserien 2006
- SM-silver med HV71 2009
- SM-guld med HV71 2010

## Klubbar
- Malmö Redhawks 2002/2003 - 2008/2009, 2012/2013 - 2013/2014, 2014/2015
- Mörrums GoIS IK 2004/2005 (lån)
- HV71 2008/2009 - 2010/2011
- Acroni Jesenice 2011/2012
- Lukko 2011/2012
- HC TWK Innsbruck 2014/2015